# ココカラ (フリーペーパー)
ココカラは、日本のフリーペーパー。東京都内で発行されており、対象地域内で朝日新聞の折り込みとして配布されることで知られる。

## 概要
広告費を資金として紙面を製作するいわゆるフリーペーパーの一つである。五反田、目黒、恵比寿、中目黒、学芸大学、不動前、武蔵小山、西小山周辺を対象とした地域情報やエンタメ情報を提供している。
商業誌を中心に編集者として活動していた中高下惠が2013年に独立して創刊した。朝日新聞と協力関係にあり、同紙の折り込みとして対象地域内の同紙の購読者に配布されている。このほか、企業への配布や店舗への設置も行われている。小規模な運営体制のフリーペーパーでありながら発行部数は4万部に及び、AmazonではKindle版も公開されている。